# Обри, Челси
Челси Энн Обри (англ. Chelsea Ann Aubry; родилась 27 июня 1984 года в Китченере, провинция Онтарио, Канада) — канадская профессиональная баскетболистка, выступавшая в женской национальной баскетбольной лиге. Играла на позиции тяжёлого форварда. Двукратная чемпионка ЖНБЛ в составе команды «Бендиго Спирит» (2013, 2014).
В составе национальной сборной Канады Обри принимала участие на Олимпийских играх 2012 года в Лондоне, стала бронзовым призёром чемпионатов Америки 2005 года в Ато-Майор-дель-Рей, 2009 года в Куябе и 2011 года в Нейве, а также принимала участие на чемпионатах мира 2006 года в Бразилии и 2010 года в Чехии, чемпионате Америки 2007 года в Вальдивии и Панамериканских играх 2007 года в Рио-де-Жанейро.

## Ранние годы
Челси Обри родилась 27 июня 1984 года в городе Китченер (провинция Онтарио) в семье Рика и Шелли Обри, у неё есть младший брат, Алекс, и старшая сестра, Шона, а училась она там же в коллегиальном институте Гранд-Ривер, в котором выступала за местную баскетбольную команду.